# Aceite de ciprés

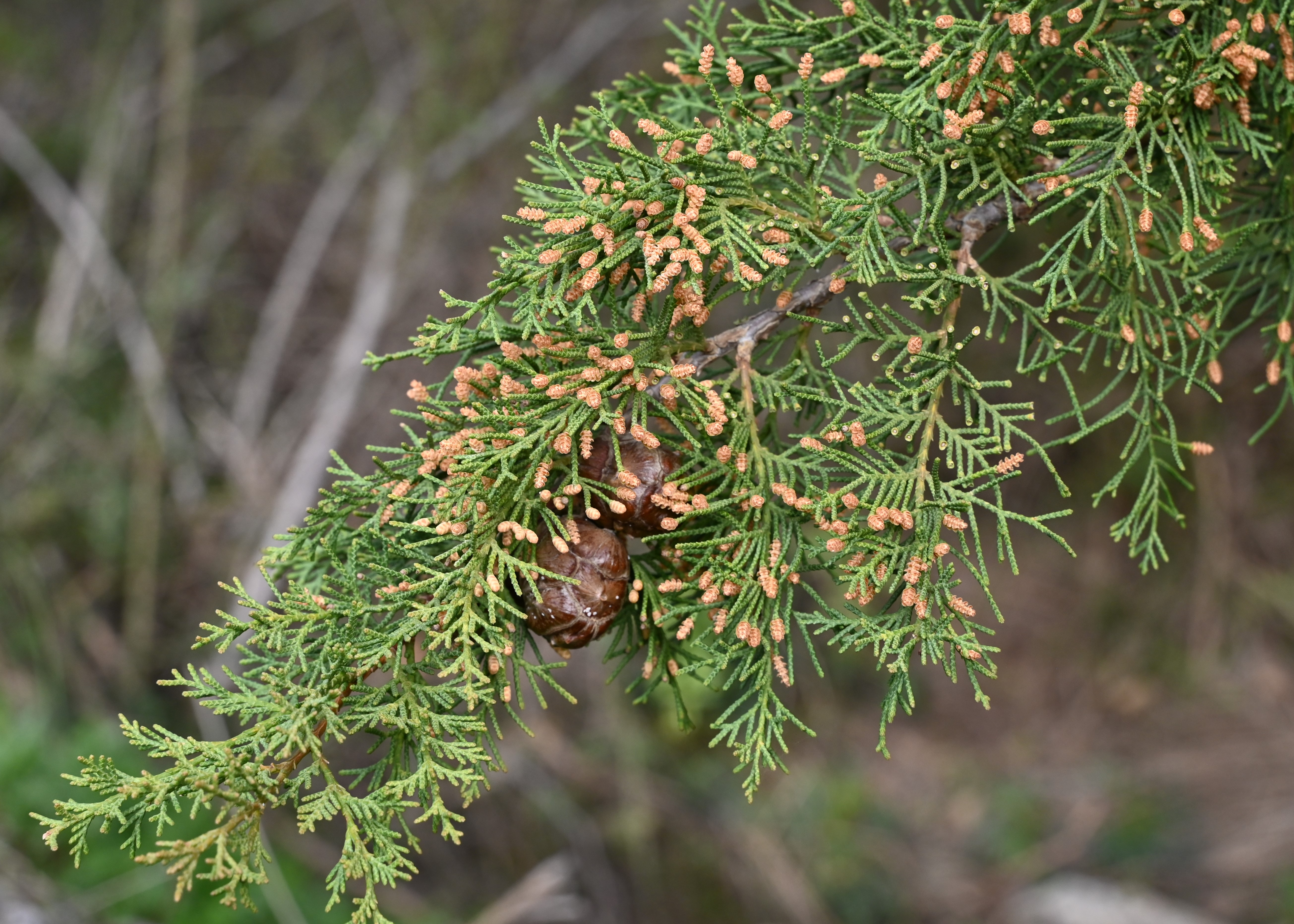
Pino Ciprés

Se denomina aceite de ciprés al aceite que se obtiene de las ramas y hojas tiernas del Cupressus sempervirens. 
El aceite esencial se obtiene por destilación y arrastre de vapor de los brotes tiernos, hojas y frutos. 
Es un líquido de color amarillo, olor agradable y es soluble en el alcohol absoluto. Contenido en d-pineno, d-canfeno, d-silvestreno, cimeno, sabinol y alcanfor de ciprés.

## Usos
Se ha recomendado como antiespasmódico y como remedio contra la coqueluche.
Alivia dolores en músculos y articulaciones. Es calmante y a la vez ligeramente estimulante, muy apropiado para síntomas de nerviosismo o para equilibrar las emociones, promueve el buen humor. Puede ayudar a reducir los síntomas de trastornos respiratorios, como asma y bronquitis.